# No Pads, No Helmets... Just Balls
No Pads, No Helmets... Just Balls is het debuutalbum van de Canadese rockband Simple Plan. Het album werd uitgegeven op 19 maart 2002 en er verschenen vier singles. No Pads, No Helmets...Just Balls piekte op nummer 35 in de Verenigde Staten en op 29 in Australië. Daarnaast behaalde het de dubbele platinastatus in de VS. In Nederland en België vescheen het niet in de hitlijsten. Joel Madden van Good Charlotte en Mark Hoppus van Blink-182 hebben een gastoptreden op het album.
"I'm Just a Kid" was de eerste single van het album, en daarmee meteen de debuutsingle van Simple Plan. Deze verscheen in geen enkel land in de hitlijsten. In de videoclip is onder andere de skateboarder Tony Hawk te zien. De tweede single, "I'd Do Anything" (met Hoppus) bereikte in Australië de 11e plaats, in de Amerikaanse Billboard Hot 100 kwam het op 50. De derde single was "Addicted". Het werd de eerste Amerikaanse top-50 hit van de band, het piekte op 45. In het Verenigd Koninkrijk kwam de single op 63. Een jaar later piekte hij in Australië op 10. "Perfect" is de vierde en laatste single van het album. Een akoestische versie van het nummers werd gebruikt als soundtrack voor de film Confessions of a Teenage Drama Queen (met Lindsay Lohan). In thuisland Canada bereikte "Perfect" de 5e plek, in Australië de 6e en in Nieuw-Zeeland piekte hij op 14.
In Japan werd er een gelimiteerde cd+dvd-versie uitgegeven. Hierop waren onder andere de videoclips van "I'm Just a Kid", "I'd Do Anything" en "Addicted" te vinden.

## Tracklist
| Nr. | Titel                                     | Duur |
| --- | ----------------------------------------- | ---- |
| 1.  | I'd Do Anything (met Mark Hoppus)         | 3:17 |
| 2.  | The Worst Day Ever                        | 3:27 |
| 3.  | You Don't Mean Anything (met Joel Madden) | 2:28 |
| 4.  | I'm Just a Kid                            | 3:18 |
| 5.  | When I'm With You                         | 2:37 |
| 6.  | Meet You There                            | 4:14 |
| 7.  | Addicted                                  | 3:52 |
| 8.  | My Alien                                  | 3:08 |
| 9.  | God Must Hate Me                          | 2:44 |
| 10. | I Won't Be There                          | 3:09 |
| 11. | One Day                                   | 3:15 |
| 12. | Perfect                                   | 4:37 |

| Nr. | Titel                                                                                     | Duur |
| --- | ----------------------------------------------------------------------------------------- | ---- |
| 1.  | One By One (Alleen in Australië, Verenigd Koninkrijk en Japan)                            | 3:25 |
| 2.  | Grow Up (iTunes Bonus Track)                                                              | 2:32 |
| 3.  | My Christmas List (Hidden Track op Amerikaanse en Europese edities)                       | 3:57 |
| 4.  | American Jesus (Live cover van Bad Religion, hidden track op Europese en Engelse edities) | 4:00 |

## Hitlijsten
| Land             | Charts          | Charts |
|                  | Hoogste positie |        |
| ---------------- | --------------- | ------ |
| Australië        | 35              |        |
| Verenigde Staten | 29              |        |